# Calcaxonia
Calcaxonia is een onderorde van neteldieren uit de klasse van de Anthozoa (Bloemdieren).

## Families
- Chrysogorgiidae Verrill, 1883
- Dendrobrachiidae Brook, 1889
- Ellisellidae Gray, 1859
- Ifalukellidae Bayer, 1955
- Isididae Lamouroux, 1812
- Primnoidae Milne Edwards, 1857